# 好間地区
好間地区（よしまちく）は、福島県いわき市の郊外に位置する、好間川流域に位置する地区である。平の郊外に当たり、平や白水と同様に、岩城氏に関連する史跡が点在する地区である。
岩城氏が当地を本拠地とした鎌倉時代から戦国時代にかけては、好嶋と表記され、好嶋庄（よしましょう）と呼ばれていた。殖産興業期から高度経済成長期までは、常磐炭田の炭鉱で栄えた地区であり、1966年にいわき市が成立する前は好間村（よしまむら）であった。
このページでは、1966年以後のいわき市好間地区を主に掲載する。1966年以前については「好間村」を参照のこと。

## 歴史
- 1964年 - 古河好間炭礦が閉山。東京オリンピック開催。新産業都市として常磐・郡山地区に指定。
- 1966年 - 好間村を含む14市町村の広域合併により、いわき市が成立。いわき市好間町となる。
- 1985年 - いわき好間中核工業団地分譲開始
- 1988年 - 常磐自動車道いわき中央IC開通。
  - 平バイパス（国道49号）いわき市内郷御厩町（旧6号国道東側の市道へ接続） - いわき市好間町北好間（4.4km）供用開始
- 1995年 - ふくしま国体聖火リレー・好間支所で中継地セレモニー開催、記念碑が設置されている。
  - 平バイパス（国道49号）いわき市常磐上矢田町（6号バイパス・6号国道へ接続） - いわき市内郷御厩町（3.3km）全線開通

## 行政
- いわき市の機関
  - 好間支所・好間公民館併設[1]
  - 旧好間支所は旧好間村役場として現在の叶田団地入口バス停前（現在は、いわき市職業訓練施設）にあった。上好間にあった公民館と合わせて現在地に建設された。
- 警察・駐在所
  - いわき中央警察署好間駐在所
  - 福島県警察本部高速道路交通警察隊いわき分駐隊
- 管轄エリア
  - 榊小屋・大利・北好間・上好間・中好間・下好間・小谷作・愛谷・今新田・川中子・工業団地

## 教育施設
- 高等学校
  - 福島県立好間高等学校
  - 磐城学芸専門学校
- 中学校
  - いわき市立好間中学校 - 吉野せいの住んだ菊竹地域にあり。縄文時代から平安時代に至るまでの住居・古墳跡（菊竹遺跡）がある[2]。これにちなみ学校祭は菊竹祭と称する。
- 小学校
  - いわき市立好間第一小学校 - 昭和26年には児童数3000人・学級数58を抱え県内一のマンモス校だった。
  - いわき市立好間第二小学校
  - いわき市立好間第三小学校
  - いわき市立好間第四小学校
- 幼稚園
  - 寿幼稚園
  - はるな幼稚園
- 保育所
  - さくら保育所
  - 好間保育所
  - 梨の花保育所

## 主な工業・産業・商業
- いわき好間中核工業団地 1985年分譲開始 いわき中央IC北側
- 工業団地以外炭礦跡地古河電子・古河ロックドリル・古河機械金属
- 金融機関
  - ひまわり信用金庫 好間支店・ATM
  - いわき信用組合 好間支店・ATM
  - JAいわき市好間支店・ATM
  - 好間郵便局（郵貯銀行）・ATM （集配業務はいわき郵便局へ委託）
- ガソリンスタンド
  - ENEOS2店舗
  - 田子商事
  - 根本通商
  - 出光 中央インター
  - アサヒ商会好間
- 商業
  - ヨークベニマル・ツルハドラッグ併設 1店舗・ATM
  - マルト・衣料・薬のマルト併設 1店舗・光友（100円ショップ）・みよし・クリーニング・ATM
  - 一二三屋 1店舗・クリーニング
  - ダイユーエイト 1店舗
  - セブンイレブン 2店舗・ATM
  - ローソン 2店舗・ATM
  - ファミリーマート 2店舗・ATM
  - 幸楽苑 好間店
  - 三木造園株式会社 - archive.today（2013年4月27日アーカイブ分）
  - ほっともっと
  - まねきねこ
  - すたみな太郎
  - 日の丸亭 好間店
- 車両販売
  - ホンダカーズ 2店舗
  - ホンダウィングいわき 1店舗
  - ブリヂストンタイヤ専門店 1店舗
- 葬祭場
  - かげつ斎苑好間
  - ライフケア好間会堂

## 交通
道路
- 国道49号平バイパス
- 栄一橋（えいいちばし）：いわき市好間町大利
- いわき水石トンネル：2005年に好間-合戸間にこのトンネルが開通したことにより大雨での通行止めが無くなった。
- スポットパーク好間：49号バイパス沿いにある休憩所

高速道路
- 常磐自動車道：いわき中央IC
- 好間トンネル（よしまトンネル）：いわき好間中核工業団地の下を貫いている。
- 東日本高速道路（株） いわき管理事務所

高速バス停留所　
- いわき中央IC・いわき好間・叶田団地入口

鉄道
- 東部を磐越東線が通っているが好間に駅はない。

かつて存在した鉄道
- 好間炭鉱専用鉄道好間線 (1908-1972) ：綴駅（現・内郷駅） - 北好間。炭礦時代に石炭を運ぶトロッコが平バイパス付近を通っていた[3][4][5]。鉄橋など足跡あり。
- 好間軌道 (1921-1930) ：古鍛冶町 - 北好間。日本初のガソリン気動車。磐越東線のカーブの部分に跨線橋の土台が残っている[6][7]。

- （参考）国土地理院1975年空撮写真[8]
  - 1975年当時は常磐道・工場団地も未完成。好間支所は好間村役場と同位置。叶田団地は造成が進み2/3ほど完成している。上野原の炭住や忽滑の幹部邸宅、産業医の高級炭住も残っている。好間第一小学校は木造校舎である。

## 観光
- 好間川渓谷
- 古河炭礦遺産
  - 古河好間炭礦（株）専用鉄道橋梁[4][9]
  - 古河好間炭礦（株）火力発電所[10][11]
  - 産業戦士の像（進発）（戦時中、国が軍需産業を激励で全国11ヶ所の優良炭礦・工場に設置）[12]
  - 吊り橋（大畑）（松坂）（岩穴）[13]
  - 好間田代ズリ山
- 好間ジャンボメニュー
  - とんかつみのる ジャンボロースかつ ジャンボハンバーグ
  - 創業80年下坂食肉店 ジャンメンチ
  - なをゑ食堂 じゃんぼしゅうまい（なお、なをゑ食堂は平成25年をもって閉店）
  - 白土屋菓子店 じゃんぼシュークリーム
  - 万葉 じゃんぼ寿司（たまご）
  - カフェハウスめーあ・べるく ジャンボ焼きスパ
  - 八丈 ジャンボ天丼
- 山村暮鳥碑
- 吉野せい住居
- 大館城 (陸奥国)跡 岩城則道

## 好間炭礦を描いた画家
- 1952年 - 常磐炭礦・古河炭礦(常磐炭田)が佐藤忠良を受け入れ。
- 1956年 - 若松光一郎 小田炭礦A 小田炭礦B 石炭を運ぶ女で制作会推薦を受ける[14]。
- 1959年 - 二紀会会員 菊地正男 1930年東京生れ、空襲により母親の実家宮城へ疎開、戦後、家族と好間に在住。同年まで古河炭礦勤務後上京して「炭鉱風景」が初入選・1994年からは、30数年ぶりに炭鉱を題材に毎年二紀展に出品を続け現在に至る。2001　第55回記念二紀展　会員賞受賞 2005 第59回二紀展　成井賞受賞 [15][16]。